# MV X-Press Pearl
 (juin 2021).
Pour les articles homonymes, voir Pearl.
Le MV X-Press Pearl est un cargo porte-conteneurs singapourien appartenant à la compagnie singapourienne X-Press Feeders (en). Il a été mis en service en février 2021 avant qu'un incendie se déclare en mai 2021, fortement endommagé après 13 jours d'incendie intense, le navire est en perdition totale au large de la ville de Colombo, entrainant une pollution le long des côtes sri lankaise.

## Naufrage
Le navire en provenance de l'état indien de Gujarat et se dirigeant à Colombo était notamment chargé de 25 tonnes d'acide nitrique et de produits chimiques, de 28 conteneurs de matières premières de plastique, 20 conteneurs de lubrifiants et de 350 tonnes de carburant. Le 20 mai 2021, le navire signale un incendie à son bord alors qu'il s'apprêtait à rentrer dans le port de Colombo, une fuite d'acide nitrique serait à l'origine de l'incendie. Le feu a été circonscrit au bout de 13 jours, le remorquage du navire sérieusement endommagé est opéré pour tenter de l'éloigner des côtes, cependant la tentative échoue et la poupe du navire repose sur le fond marin à 21 m de profondeur.

## Risque pour l'environnement
Les autorités sri lankaises redoutent une catastrophe écologique maritime sans précédent pour le pays, plusieurs tonnes de micro plastiques se sont échoués sur les côtes sri lankaises sur près de 80 km, des soldats de la marine srilankaise ont été déployés pour nettoyer les plages. Une interdiction de pêche est émise sur 80 kilomètres aux alentours par les autorités empêchant une économie dépendante pour une grande partie de la population.

## Enquête
Le 31 octobre 2021, l'association francophone pour la recherche en sources ouvertes OpenFacto publie une enquête démontrant que le conteneur d'acide nitrique proviendrait d'Iran et aurait été vendu par la société ChemiPakhsh Paykan. L'acide nitrique aurait été produit par la société iranienne sous sanction Isfahan Chemical Industries.